# 릴루쥐
릴루쥐(Rattus montanus)는 시궁쥐속에 속하는 설치류의 일종이다. 스리랑카 지역에서만 알려져 있다.

## 특징
머리부터 몸까지 길이는 16~17cm, 꼬리 길이는 20~22cm이다. 털은 회색빛 갈색이고, 등 쪽은 불그스레한 색조를 띠며 등을 따라 더 진해진다. 하체로 갈수록 회색은 희끄무레한 색으로 변한다. 턱과 목 윗 부분은 희다. 꼬리는 검은 갈색이고 털은 섬세하고 검다. 검고 윤이 나는 검튼 수염이 나 있다. 발은 짧은 털로 덮여 있다.

## 분포
스리랑카 중부 주와 우바 주 중부 고지대의 너클스 산맥, 호튼 평원, 누와라엘리야, 오히야 지역에서만 발견된다.